# اتیل لوفلازپات
اتیل لوفلازپات (انگلیسی: Ethyl loflazepate) نوعی دارو از گروه بنزودیازپین هاست که دارای خواص ضداضطراب, آرامبخش و شل کننده عضلات اسکلتی است.